# كربامات الأمونيوم
كربامات الأمونيوم عبارة عن ملح الأمونيوم لحمض الكرباميك. هذا المركب عبارة عن مادة صلبة بيضاء اللون قابلة للذوبان في الماء بدرجة كبيرة، وأيضًا قابلة للذوبان في الكحول، بينما تتطاير بدرجة طفيفة في درجة حرارة الغرفة. وينتج عن التفاعل المباشر بين سائل الأمونيا والجليد الجاف (ثاني أكسيد الكربون الصلب):
{\displaystyle \mathrm {2\ NH_{3}+CO_{2}\rightleftharpoons H_{2}NCOONH_{4}} }

## التفاعلات
تتحمل كربامات الأمونيوم التميه انعكاسيًا:
NH2CO2NH4 + H2O → (NH4)2CO3
وقد تعود أيضًا لثاني أكسيد الكربون والأمونيا كما يلي:
NH2CO2NH4 → 2NH3 + CO2
يمكن أن تلعب كربامات الأمونيا دورًا حيويًا في تشكيل فوسفات الكربامويل، الذي يلزم لكلٍّ من دورة اليوريا وإنتاج البيريميدين. في هذا التفاعل المحفَّز بالإنزيم، يتحول ثلاثي فوسفات الأدينوسين (ATP) وكربامات الأمونيوم إلى فوسفات أمونيوم ثنائي الهيدروجين (ADP) وفوسفات الكربامويل. ويجري هذا التفاعل كما يلي:
ATP + NH2CO2NH4 → ADP + H2NC(O)OPO32-

## الاستخدامات
اكتُشفت قدرة كربامات الأمونيوم على إنتاج اليوريا لأول مرة عام 1870 على يد بازاروف (Bassarov) عندما سخن كربامات الأمونيوم في أنابيب زجاجية مغلقة بدرجة حرارة تتراوح بين 130 إلى 140 درجة مئوية. ويحدث هذا التحول لليوريا والماء في نسبة متساوية المولية. ويمكن لأية وحدة صناعية نموذجية تنتج اليوريا أن تنتج ما يصل إلى 1500 طن يوميًا. وتضخ الأمونيا وثاني أكسيد الكربون بغزارة إلى مفاعل التركيب في هذه العملية. وتنتج كربامات الأمونيوم كمركب وسيط في هذا المفاعل ثم تجفف متحولةً إلى اليوريا وفقًا للمعادلة التالية:
NH2CO2NH4 → NH2CONH2 + H2O
اعتمدت أيضًا كربامات الأمونيوم من قِبل وكالة حماية البيئة باعتبارها مكون خامل موجود في تركيبات مبيدات فوسفيد الألومنيوم. ويشيع استخدام هذه المبيدات لمكافحة الحشرات والقوارض في المناطق التي تخزن فيها المنتجات الزراعية. والسبب وراء استخدام كربامات الأمونيوم كأحد مكونات الفوسفين هو تقليل قابليته للاشتعال بالتخلص من ثاني أكسيد الكربون والأمونيا لتمييع فوسفيد الهيدروجين الناتج عن تفاعل التحليل المائي.
يمكن استخدام كربامات الأمونيوم كعامل جيد للخلط بالأمونيا. ولكن بالمقارنة بالأمونيا، فهي غالبًا ليست عامل خلط بالأمونيا على نفس الدرجة من القوة.